# Frederick Sheffield
Frederick "Fred" Sheffield (født 26. februar 1902 i New York, død 8. maj 1971 i Wilton, Connecticut) var en amerikansk roer og olympisk guldvinder.

## Idrætskarriere
Sheffield spillede lidt amerikansk fodbold, men det var roning, han gjorde det det bedst i, mens han gik på Yale University. Otteren fra Yale Bulldogs repræsenterede USA ved OL 1924 i Paris med en besætning bestående af Rockefeller, Leonard Carpenter, Howard Kingsbury, Al Lindley, John Miller, James "Babe" Rockefeller, Benjamin Spock, Al Wilson og styrmand Laurence "Chick" Stoddard. Der deltog i alt ti både i konkurrencen, hvor amerikanerne sikkert vandt deres heat. I finalen var de ligeledes overlegne og vandt med mere end femten sekunder foran Canada på andenpladsen, mens Italien blev nummer tre.

## Videre karriere
Efter at have taget sin eksamen på Yale i 1924 fortsatte han på universitetets jurauddannelse. Han blev derefter en kendt selskabsadvokat i New York og blev partner i sit eget advokatfirma. Han var desuden kendt for sit velgørenhedsarbejde og var blandt andet bestyrelsesformand i Carnegie Corporation 1966-1971. Han var også amerikansk kommissær ved verdensudstillingen i New York (1940).

## OL-medaljer
- 1924:  Guld i otter